# Mezzo destro mezzo sinistro - 2 calciatori senza pallone
Mezzo destro mezzo sinistro - 2 calciatori senza pallone è un film del 1985 diretto da Sergio Martino.

## Trama
Andrea Margheritoni è un vecchio asso del calcio italiano ormai a fine carriera, il quale gioca nel campionato statunitense. Pochi secondi dopo l'inizio di una partita, si fa espellere volutamente per andare a letto con la moglie dell'arbitro, ma viene scoperto e picchiato. A causa dell'accaduto, Andrea si trova costretto a tornare anzitempo in Italia, dove, con l'aiuto del calciatore Gigi Cesarini, anch'egli a fine carriera e suo vecchio amico, cerca di farsi ingaggiare dalla Marchigiana, una squattrinata squadra neo-promossa in serie A a caccia di giocatori validi.
Nonostante rischi di far affogare l'avarissimo presidente rimasto in panne col proprio yacht  in uno strampalato tentativo di salvataggio, Andrea viene ingaggiato insieme a Felipe Gonçales, un improbabile brasiliano particolarmente attento alle clausole contrattuali ("esto no es contemplão in mio contratto" è la sua frase ricorrente), e al danese Kèkkonen (il cui cognome palesa la sua omosessualità).
In campionato la squadra è un disastro, fatica ad assimilare gli schemi dell'allenatore Coligno, con gli allenamenti a ritmo di musica sinfonica, ed il rendimento di Andrea è scarso, dovendo impiegare tutte le proprie energie nella relazione con la focosa Mirtilla, la titolare della ditta sponsor della squadra. Margheritoni segna in modo bizzarro il gol che vale la prima vittoria in campionato a Firenze, ma alla fine del girone di andata, con la squadra inchiodata all'ultimo posto con soli 7 punti, arriva l'inevitabile esonero di Coligno, rimpiazzato dal severissimo allenatore argentino Fulgencio.
Alla sua prima partita, Fulgencio ottiene un insperato pareggio contro il temibile Napoli di Diego Armando Maradona e di Bruno Giordano. L'allenatore argentino decide di portare la squadra in ritiro in un santuario da dove è impossibile scappare. Gigi e Andrea tentano la fuga, ma, scoperti da Fulgencio, vengono sbattuti in panchina e detronizzati da Carlo Vacca, un giovane attaccante della formazione Primavera che si rivela un fortissimo cannoniere.
Neanche lo stratagemma di combinare un incontro notturno di Vacca con la passionale Mirtilla sortisce gli effetti sperati, per cui Margheritoni e Cesarini continuano a stare in panchina. Inaspettatamente, Andrea ha però l'occasione di riscattarsi e di conquistare il cuore della bella giornalista Daniela in una partita di Mitropa Cup in Germania, dove, subentrato dalla panchina al posto di Vacca (costretto a fingere un infortunio, in modo da "risparmiarsi" per le successive partite di campionato) e in seguito anche ai continui sfottò di due tifosi tedeschi che lo feriscono nell'orgoglio, compirà la rimonta della squadra italiana segnando due gol e salvandone uno sulla linea.

## Produzione
Nell'iniziale stesura del copione, era contemplata la presenza di Lino Banfi; questi avrebbe dovuto riproporre il personaggio di Oronzo Canà, protagonista del precedente film L'allenatore nel pallone sempre diretto da Sergio Martino: in questa occasione il folkloristico allenatore pugliese sarebbe dovuto subentrare a stagione in corso per risollevare le sorti della squadra, rendendo di fatto Mezzo destro mezzo sinistro una sorta di spin-off/sequel del precedente film di Martino.
La partecipazione di Banfi, però, saltò all'ultimo momento per alcuni motivi mai resi noti e il copione venne quindi modificato. Ne L'allenatore nel pallone 2 vi è comunque una sorta di fusione dei primi due film calcistici di Martino, infatti la squadra con cui la nuova Longobarda dovrà contendersi la permanenza in serie A all'ultima giornata sarà proprio la Marchigiana.

### Luoghi delle riprese
Il film è stato girato in gran parte a San Benedetto del Tronto, al porto e allo Stadio Riviera delle Palme. Le scene iniziali ambientate a Riccione, nelle quali Isabel Russinova gira tra gli ombrelloni alla ricerca di stelle del calcio, sono state girate sulla spiaggia sambenedettese, mentre il dialogo tra Coligno e Beccaceci sulla lista di giocatori da acquistare avviene tra le banchine del porto della città marchigiana, a ridosso dell'ingresso del Circolo Nautico cittadino.
Parte delle scene in notturna relative alla finale della Mitropa Cup sono invece state girate all'interno dello stadio Cino e Lillo Del Duca della vicina Ascoli Piceno. Questo si evince anche dal fatto che, al momento dell'entrata di Margheritoni, si può leggere dietro la panchina uno striscione sulla tribuna inneggiante alla squadra ascolana.

## Colonna sonora
Il tema musicale principale del film è una riproposizione del tema originale per il film Bomber con Bud Spencer, scritto dai fratelli De Angelis (conosciuti anche come Oliver Onions). Tema altresì presente nel film Il diavolo e l'acquasanta con Tomas Milian. Dagli stessi De Angelis è anche interpretato il brano Quanto sei bella stasera, del 1981, inserito durante la scena dell'intervista sulla spiaggia.
Durante la scena che mostra la striscia di risultati negativi della Marchigiana è possibile ascoltare il brano principale del film L'allenatore nel pallone.

## Curiosità
- Nel film si parla di una partita di Coppa Mitropa che si disputa in Germania, ma in realtà a questo torneo non hanno mai partecipato squadre tedesche.
- Inoltre è facile notare che le maglie della Marchigiana sono le stesse adottate dalla Longobarda, con il nuovo sponsor cucito sopra il precedente. Solo nella seconda parte del film si possono notare delle maglie di foggia sempre identica ma con lo sponsor stampato in originale. Nella partita giocata in Germania, le maglie sono invece identiche a quelle di una squadra tedesca (bianche e arancio). Oltre alle somiglianze tra la Marchigiana e l'Ascoli, le scene girate allo Stadio Cino e Lillo Del Duca, la conterraneità, e un sanguigno presidente (chiaro riferimento al patron Costantino Rozzi), il film fa anche una "predizione": lo stesso Ascoli, infatti, avrebbe vinto la Coppa Mitropa nel 1987.
- Il film è andato in onda in prima TV su Italia 1 il 12 febbraio 1988.
- Più o meno ad inizio film, quando Margheritoni, ingessato, fa ritorno in Italia, è presente un'incongruenza temporale: in questa scena, vediamo un gruppo di giornalisti che corre ad intervistare Paulo Roberto Falcão, di rientro dal Brasile dopo un infortunio e pronto a rimettersi a disposizione della Roma. Ma la stagione sportiva cui si fa riferimento nel film è quella del 1985/86 (lo si deduce dal fatto che il Verona, prima sfidante della Marchigiana in campionato, è campione in carica, avendo lo scudetto sulle maglie) e Falcão aveva già abbandonato il campionato italiano per disputare tale stagione nelle file del San Paolo, in Brasile.